# Eutelsat

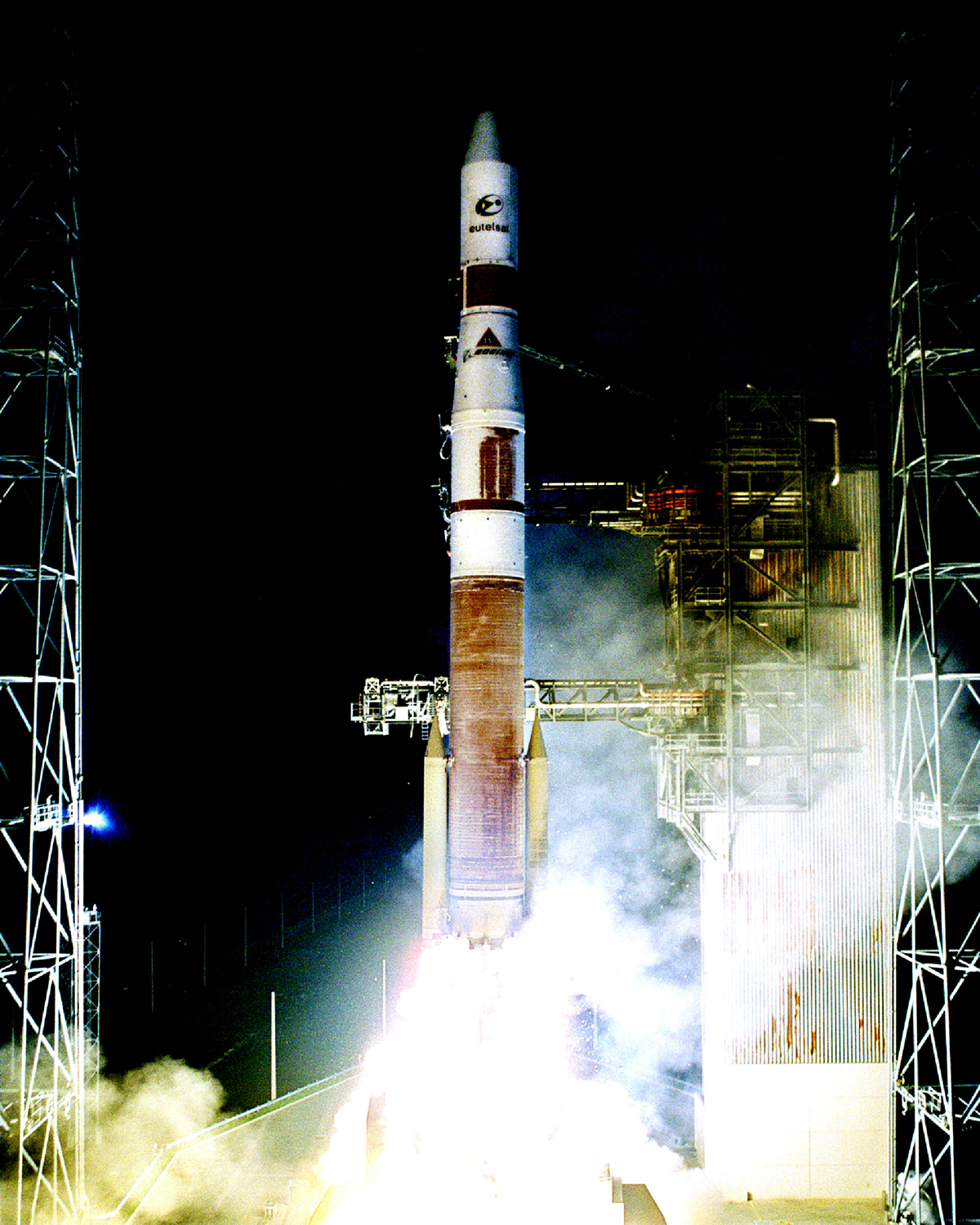
Lancering van een Eutelsat-satelliet in 2002

Eutelsat S.A. is een in Frankrijk gevestigde aanbieder van communicatiediensten via satelliet met hoofdkantoor in Parijs. Met haar eigen satellieten en de bij andere aanbieders gehuurde capaciteit bereikt Eutelsat-ontvangers in Europa, het Midden-Oosten, Afrika, India en grote delen van Azië en Noord- en Zuid-Amerika. Het maakt van het bedrijf een van de grote namen uit de sector, samen met het Amerikaanse Intelsat en het Luxemburgse SES Global.
Eutelsat-satellieten worden vooral gebruikt voor de verdeling van Europese radio en televisiekanalen naar thuisontvangers en kabelnetwerken. Per 30 juni 2024 waren er 6500 televisiezenders waarvan meer dan 2200 in HD. De Hot Bird satellieten van het bedrijf zijn de thuisbasis van grote betaalpakketten als Sky Italia (Italië), Polsat (Polen) en TPS (Frankrijk).
Daarnaast wordt de capaciteit ingezet voor het versturen van ruwe televisiebeelden, (bedrijfs)data en telefonie. De satellieten worden ook gebruikt voor het traceren van en communiceren met voertuigen en schepen.
Eutelsats belangrijkste satellieten zijn verspreid over vier posities op een geostationaire baan rond de aarde: 7, 10, 13 en 16 graden oost. De toppositie van het bedrijf is Hot Bird op 13 graden oost, waar drie satellieten geplaatst zijn.

## Geschiedenis
De European Telecommunications Satellite Organization (Eutelsat) ontstond in 1977 als een intergouvernementele organisatie (IGO) met als doel het ontwikkelen van een satelliet-gebaseerde telecominfrastructuur voor Europa. Met de lancering van een eerste satelliet in 1983 ging de organisatie officieel van start.
De focus op West-Europa werd verlaten naarmate de capaciteit snel uitbreiding nam en er probleemloos andere markten konden bereikt worden. Eutelsat legde zich vanaf 1989 ook toe op Centraal- en Oost-Europa, vanaf de jaren 90 op het Midden-Oosten, Afrika, delen van Azië en van Noord- en Zuid-Amerika.
Eutelsat was de eerste Europese satellietoperator die zich rechtstreeks tot gezinnen richtte. Vanaf het midden van de jaren 90 werd de satellietpositie Hot Bird op 13 graden oost ontwikkeld als een belangrijke plaats voor de ontvangst van radio en televisie. Er werden tot vijf verschillende satellieten op korte afstand van elkaar gepositioneerd, zodat het volledige frequentiespectrum met één vaste schotelantenne ontvangen kon worden. Door de lancering van steeds grotere en krachtigere satellieten slaagt Eutelsat er vandaag in dezelfde capaciteit over slechts drie satellieten te verdelen.
Toen de Europese telecommarkt eind jaren 90 vrijgemaakt werd, gingen de activiteiten van de IGO Eutelsat over in een nieuw bedrijf, Eutelsat S.A., dat in juli 2001 van start ging.
In april 2005 legden de belangrijkste aandeelhouders van Eutelsat S.A. hun deelnames samen om Eutelsat Communications te creëren, vandaag de holdingmaatschappij boven het bedrijf. Eutelsat Communications – opgericht op 6 oktober 2005 – bezat 96,0% van Eutelsat S.A..
In juli 2022 ondertekende het bedrijf een principeakkoord met zijn Britse concurrent OneWeb over een fusie. De oud-aandeelhouders van OneWeb krijgen de helft van de aandelen in het vergrote Eutelsat, die op de beurs van Parijs blijft genoteerd, maar zal ook een notering aanvragen op de London Stock Exchange. Door samen te werken verwachten de twee meer inkomsten te genereren en de kosten te verlagen. Het fusiebedrijf combineert de geostationaire telecomsatellieten van Eutelsat met de satellieten van OneWeb die zich in een lage baan om de aarde bevinden. Het kan zo beter diensten aanbieden in regio's zonder glasvezelkabel.
In 2025, na de afronding van de fusie met OneWeb, telde Eutelsat Group ruim 600 satellieten en meer dan 1500 medewerkers in 75 landen.

### IRIS²-constellatie
Eutelsat is een van de leidende bedrijven in SpaceRISE die de Infrastructure for Resilience, Interconnectivity and Security by Satellite (IRIS²)-constellatie gaan uitbaten.

## Satellieten
Eutelsat verkoopt capaciteit op in totaal 23 verschillende satellietposities, tussen 15 graden west en 70,5 graden oost.
| Satelliet             | Positie     | Regio's                                                              | Lancering         |
| --------------------- | ----------- | -------------------------------------------------------------------- | ----------------- |
| Eutelsat 3B           | 3° Oost     | Europa, Noord-Afrika, Midden-Oosten, Midden-Azië, Brazilië           | 26 mei 2014       |
| Eutelsat 7A           | 7° Oost     | Europa, Midden-Oosten, Midden-Azië, Afrika                           | 16 maart 2004     |
| Eutelsat 7B           | 7° Oost     | Europa, Midden-Oosten, Midden-Azië, Afrika                           | 14 mei 2014       |
| Eutelsat 9A           | 9° Oost     | Europa, Noord-Afrika, Midden-Oosten                                  | 11 maart 2006     |
| Eutelsat KA-SAT       | 9° Oost     | Europa                                                               | 26 december 2012  |
| Eutelsat 10A          | 10° Oost    | Europa, Afrika, Midden-Oosten                                        | 3 april 2009      |
| Eutelsat Hot Bird 13B | 13° Oost    | Europa, Noord-Afrika, Midden-Oosten                                  | 5 augustus 2016   |
| Eutelsat Hot Bird 13C | 13° Oost    | Europa, Noord-Afrika, Midden-Oosten                                  | 20 december 2008  |
| Eutelsat Hot Bird 13D | 13° Oost    | Europa, Afrika, Midden-Oosten                                        | 12 februari 2009  |
| Eutelsat 16A          | 16° Oost    | Europa, Zuidelijk Afrika, eilanden van de Indische Oceaan            | 7 oktober 2011    |
| Eutelsat 16C          | 16° Oost    | Europa, Noord-Afrika, Midden-Oosten, Azië                            | 17 april 2000     |
| Eutelsat 21B          | 21,5° Oost  | Europa, Midden-Oosten, Noord-Afrika, West-Afrika, Midden-Azië        | 10 november 2012  |
| Eutelsat 25B          | 25° Oost    | Noord-Afrika, Midden-Oosten, Midden-Azië                             | 29 augustus 2013  |
| Eutelsat 31A          | 31° Oost    | Europa                                                               | 27 september 2003 |
| Eutelsat 33B          | 33° Oost    | Europa, Noord-Afrika, Midden-Oosten, Midden-Azië                     | 20 november 2002  |
| Eutelsat 33C          | 33° Oost    | Europa, Noord-Afrika, Midden-Oosten, Midden-Azië                     | 8 maart 2001      |
| Eutelsat 36B          | 36° Oost    | Europa, Afrika, Midden-Oosten, Rusland                               | 24 november 2009  |
| Eutelsat 48A          | 48° Oost    | Midden-Europa, Midden-Oosten, Midden-Azië                            | 21 november 1996  |
| Eutelsat 48D          | 48° Oost    | Afghanistan, Midden-Azië                                             | 20 december 2008  |
| Eutelsat 70B          | 70,5° Oost  | Europa, Midden-Oosten, Afrika, Midden-Azië, Zuidoost-Azië, Australië | 12 maart 2012     |
| Eutelsat 172A         | 172° Oost   | Azië-Stille Oceaan                                                   | 29 december 2005  |
| Eutelsat 5 West A     | 5° West     | Europa, Amerika, Afrika                                              | 7 mei 2002        |
| Eutelsat 7 West A     | 5° West     | Midden-Oosten, Noord-Afrika                                          | 24 september 2011 |
| Eutelsat 8 West A     | 8° West     | Europa, Midden-Oosten, Amerika                                       | 25 september 2001 |
| Eutelsat 8 West B     | 8° West     | Europa, Midden-Oosten, Amerika                                       | augustus 2015     |
| Eutelsat 8 West C     | 8° West     | Europa, Noord-Afrika, Midden-Oosten                                  | 21 augustus 2008  |
| Eutelsat 12 West A    | 12,5° West  | Europa, Midden-Oosten, Amerika                                       | 28 augustus 2002  |
| Eutelsat 115 West A   | 114,8° West | Amerika                                                              | 1998              |
| Eutelsat 113 West A   | 113° West   | Amerika                                                              | 2006              |
| Eutelsat 117 West A   | 117° West   | Amerika                                                              | 2013              |

### Geplande satellieten
| Satelliet           | Positie    | Regio's         | Lancering |
| ------------------- | ---------- | --------------- | --------- |
| Eutelsat 9B         | 9° Oost    | Europa          | 2015      |
| Eutelsat 115 West B | 114,9°West | Amerika         | 2015      |
| Eutelsat 117 West B | 116,8°West | Amerika         | 2015      |
| Eutelsat 36C        | 36° Oost   | Rusland, Afrika | 2014      |
| Eutelsat 65 West A  | 65° West   | Amerika         | 2016      |

### Gehuurde capaciteit
| Satelliet    | Positie    | Regio's                                   | Lancering  |
| ------------ | ---------- | ----------------------------------------- | ---------- |
| Eutelsat 28E | 28,5° Oost | Europa                                    |            |
| Eutelsat 28F | 28,5° Oost | Europa                                    |            |
| Eutelsat 28G | 28,5° Oost | Europa                                    |            |
| Express AT1  | 56° Oost   | Europa, Azië                              | 2014/03/16 |
| Express AT2  | 140° Oost  | Europa, Azië                              | 2014/03/16 |
| SESAT 2      | 53° Oost   | Europa, Noord-Afrika, Midden-Oosten, Azië | 2003/12/29 |
| Telstar 12   | 15° West   | Europa, Americas                          | 1999/1/19  |

### Voormalige satellieten

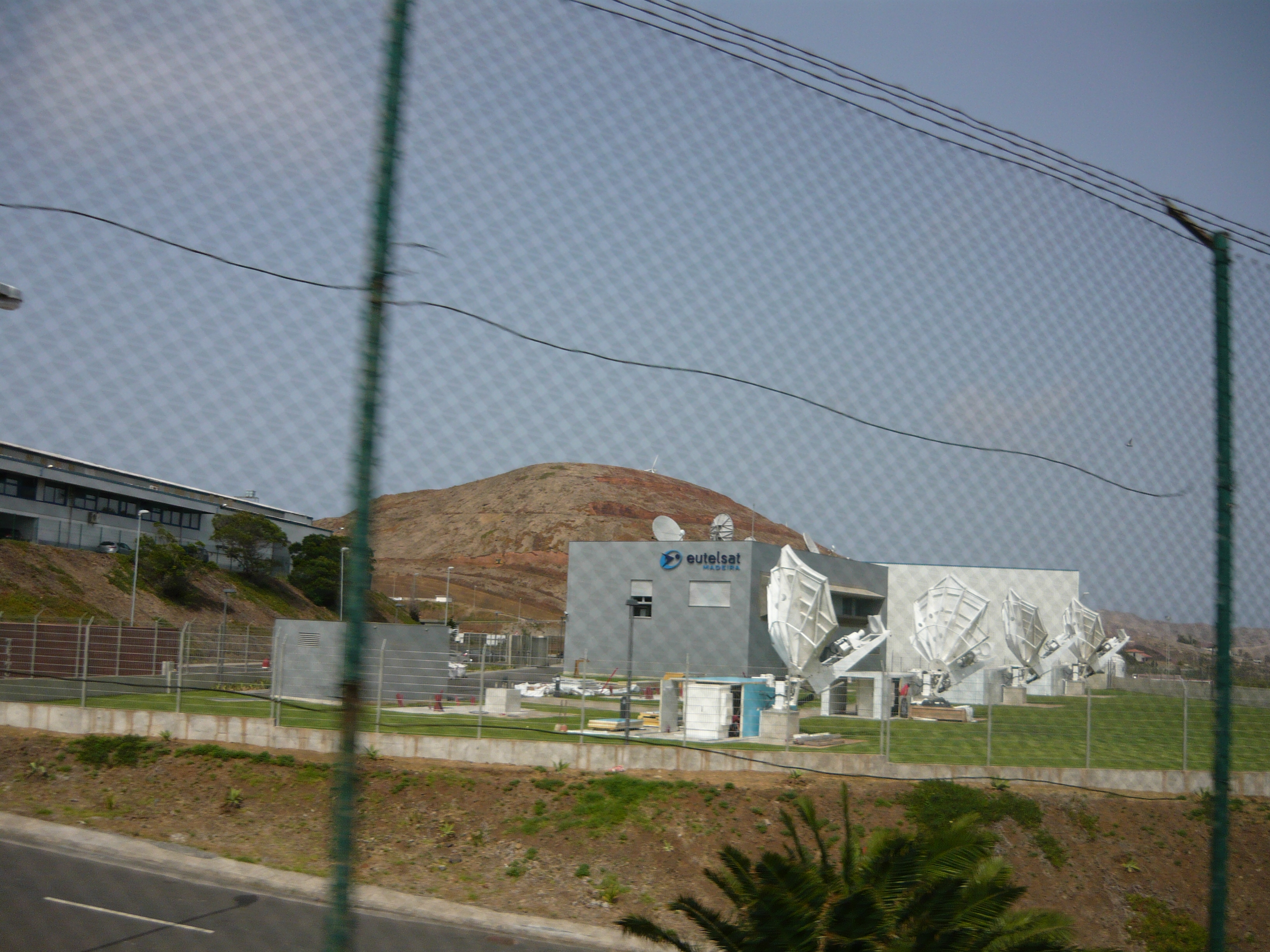
Een grondstation op Madeira

| Satelliet  | Positie     | Opmerkingen                                       |
| ---------- | ----------- | ------------------------------------------------- |
| 1F1        | 13° Oost    | Gelanceerd 1983, uit baan 1989, uit gebruik 1996  |
| 1F2        | 7° Oost     | Gelanceerd 1984, uit baan 1990, uit gebruik 1993  |
| 1F4        | 13°/7° Oost | Gelanceerd 1987, uit baan 1993, uit gebruik 2002  |
| 1F5        | 10° Oost    | Gelanceerd 1988, uit baan 1994, uit gebruik; 2000 |
| 2F1        | 13° Oost    | Gelanceerd 1990, uit baan 1999, uit gebruik 2003  |
| 2F2        | 10° Oost    | Gelanceerd 1991, uit baan 2000, uit gebruik 2005  |
| 2F3        | 16° Oost    | Gelanceerd 1991, uit baan 2000, uit gebruik 2004  |
| 2F4        | 7° Oost     | Gelanceerd 1992, uit baan 2001, uit gebruik 2003  |
| Hot Bird 1 | 13° Oost    | Gelanceerd 1995, uit gebruik 2006                 |

## Diensten
| Videotoepassingen                 | Professionele datanetwerken                     | Breedbanddiensten                            |
| --------------------------------- | ----------------------------------------------- | -------------------------------------------- |
| Radio - en televisie-uitzendingen | Private netwerken                               | IP backbone connectiviteit                   |
| Kabeldistributie                  | Dataverzending                                  | Virtuele Private Netwerken                   |
| Nieuwsgaring via satelliet        | Business TV, videoconferenties                  | Breedband op het land, op zee en in de lucht |
| Uitwisseling van programma's      | Mobiele diensten (berichtgeving, positionering) | Multicasting en IP content distributie       |